# La vida era en serio
La vida era en serio es una película dramática colombiana de 2011 dirigida y escrita por Mónica Borda y protagonizada por Cristina Umaña, Patricia Castañeda, Juan Pablo Gamboa, Jimmy Vásquez y Jean Paul Leroux. Fue exhibida en importantes eventos como el Festival Internacional de Cine de Cartagena y el Festival de Cine de Huelva.

## Sinopsis
Gabriela es una mujer ejecutiva que tiene una vida normal. Tras observar a su compañera Luisa, una mujer liberal y aventurera, decide cambiar su vida para hacerla más emocionante. Casi sin saberlo empieza a inmiscuirse en peligrosos asuntos que podrán romper su perfecto equilibrio para siempre.

## Reparto
- Cristina Umaña
- Patricia Castañeda
- Juan Pablo Gamboa
- Jimmy Vásquez
- Jean Paul Leroux